# Nudaria shirakii
Nudaria shirakii är en fjärilsart som beskrevs av Matsumura 1927. Nudaria shirakii ingår i släktet Nudaria och familjen björnspinnare. Inga underarter finns listade i Catalogue of Life.